# Alexander Büttner
Pour les articles homonymes, voir Büttner.
Alexander Büttner, né le 11 février 1989 à Doetinchem, est un footballeur néerlandais qui joue au poste d'arrière gauche.

## Biographie

### Manchester United
Le 21 août 2012, Büttner signe un contrat de cinq ans en faveur de Manchester United,. Le 15 septembre suivant, il marque son premier but lors de son premier match en équipe première avec les Red Devils à l'occasion de la rencontre comptant pour la 4e journée de Premier League face à Wigan (4-0).

### Dynamo Moscou
Au mercato estival 2014, Büttner annonce qu'il rejoint le Dynamo Moscou pour la saison suivante.
Le 1er février 2016, il est prêté au RSC Anderlecht.

### Palmarès
- Manchester United
  - Champion d'Angleterre en 2013
- Dynamo Moscou
  - Champion de Russie D2 en 2017
- Vitesse Arnhem
  - Vainqueur de la Coupe des Pays-Bas en 2017